# 콜로디온 백
콜로디온 백(영어: collodion bag)은 압력을 이용하여 물질(종종 단백질)을 여과하거나 농축하는 데 사용되는 막이다. 일반적으로 양압 펌프에 연결된 작은 손가락 모양의 리셉터클 형태를 가지고 있다. 콜로디온 백은 물이나 결합되지 않은 이온과 같은 작은 입자가 백에 더 큰 입자를 유지하면서 유출되도록 하는 특징적인 구멍 크기를 가지고 있다.

## 더 읽을 거리
- Modern Techniques in Cytopathology
- Can't Live Without it: The Story of Hemoglobin in Sickness and in Health
- Colloidion bag - Google Search